# NGC 2298
NGC 2298 ist ein Kugelsternhaufen im Sternbild Puppis und hat eine Winkelausdehnung von 6′,8 und eine scheinbare Helligkeit von 9,3 mag. Der Kernradius beträgt 16″,3, die Flächenhelligkeit 18,7 mag/arcsec2 . 
Der Sternhaufen wurde am 8. Mai 1826 von James Dunlop entdeckt.